# Joachim Willhöft
Joachim Willhöft (* 13. April 1941 in Ludwigslust; † 8. April 2015 in Schwerin) war ein deutscher Politiker (SPD) und Abgeordneter im Landtag Mecklenburg-Vorpommern von 1990 bis 1994.
Joachim Willhöft absolvierte nach der Mittelschule eine Ausbildung zum Elektromonteur, an die sich verschiedene Ausbildungen im Ingenieursbereich anschlossen. Schließlich erwarb er im Fernstudium einen Abschluss als Diplom-Ingenieur für Regelungstechnik an der Technischen Universität Dresden.
Willhöft trat im November 1989 in die SPD ein. Bei der Landtagswahl in Mecklenburg-Vorpommern 1990 wurde er über die Landesliste in den Landtag gewählt, dem er bis 1994 angehörte.